# Jetmore
Jetmore è un comune degli Stati Uniti d'America, situato nello Stato del Kansas, nella Contea di Hodgeman, della quale è il capoluogo.